# Conceição do Jacuípe
Conceição do Jacuípe là một đô thị thuộc bang Bahia, Brasil. Đô thị này có diện tích 115,68 km², dân số năm 2007 là 27424 người, mật độ 237,07 người/km².